# 葬儀屋リドル
『葬儀屋リドル』（そうぎやリドル）は、赤井ヒガサによる日本の漫画作品。スクウェア・エニックスのウェブコミック配信サイト『ガンガンONLINE』で2009年5月28日更新分から2013年3月7日更新分まで連載された。

## あらすじ
霊感体質のせいで、災難に遭っている少年・佐倉隼。そんな彼の前に、葬儀屋リドルと名乗る青年が現れる。葬儀屋の仕事は、魂を“葬送”する事だが…？

## 登場人物
葬儀屋リドル（そうぎや リドル）
享年20。
隼の17歳の誕生日に突如現れた青年。隼との契約を望み、葬儀屋にさせた張本人。隼のストーカーっぽい妖しげな一面もある。
佐倉隼（さくら はやと）
17歳。
食べるのが大好きで、ちょっと元気がすぎる普通の高校生。霊感が強い。悪霊に魂を半分取られ、命が後一時間ぐらいという絶体絶命の時にリドルが現れ契約し、葬儀屋になった。

## 単行本
1. 2010年2月22日 ISBN 978-4-7575-2803-1
2. 2010年6月22日 ISBN 978-4-7575-2906-9
3. 2010年11月22日 ISBN 978-4-7575-3062-1
4. 2011年4月22日 ISBN 978-4-7575-3201-4
5. 2011年11月22日 ISBN 978-4-7575-3413-1
6. 2012年5月22日 ISBN 978-4-7575-3595-4
7. 2012年11月22日 ISBN 978-4-7575-3782-8
8. 2013年4月22日 ISBN 978-4-7575-3939-6

## ドラマCD
2011年4月27日にフロンティアワークスより発売された。

### キャスト
- 佐倉隼 - 櫻井孝宏
- リドル - 遊佐浩二
- ルカ - 朴璐美
- アンセム - 平川大輔
- シャル - 福圓美里
- ジュリアン - 斎賀みつき
- ファウスト - 伊藤美紀
- ブラッド - 置鮎龍太郎
- ダンテ - 鳥海浩輔
- 飛廉 - 小西克幸